# Сольдадеры

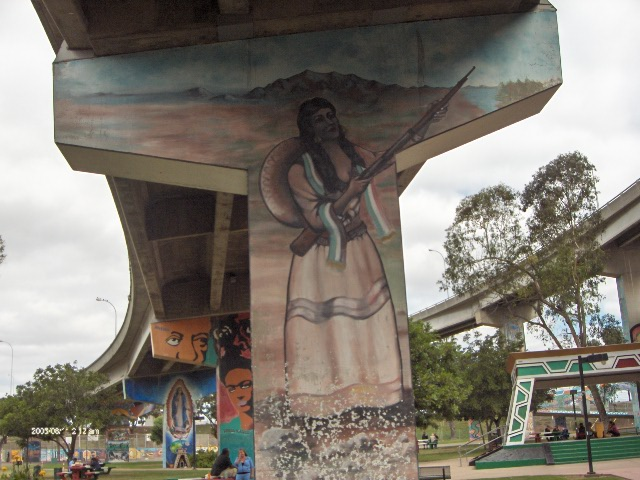
Фреска с изображением сольдадеры в Сан-Диего

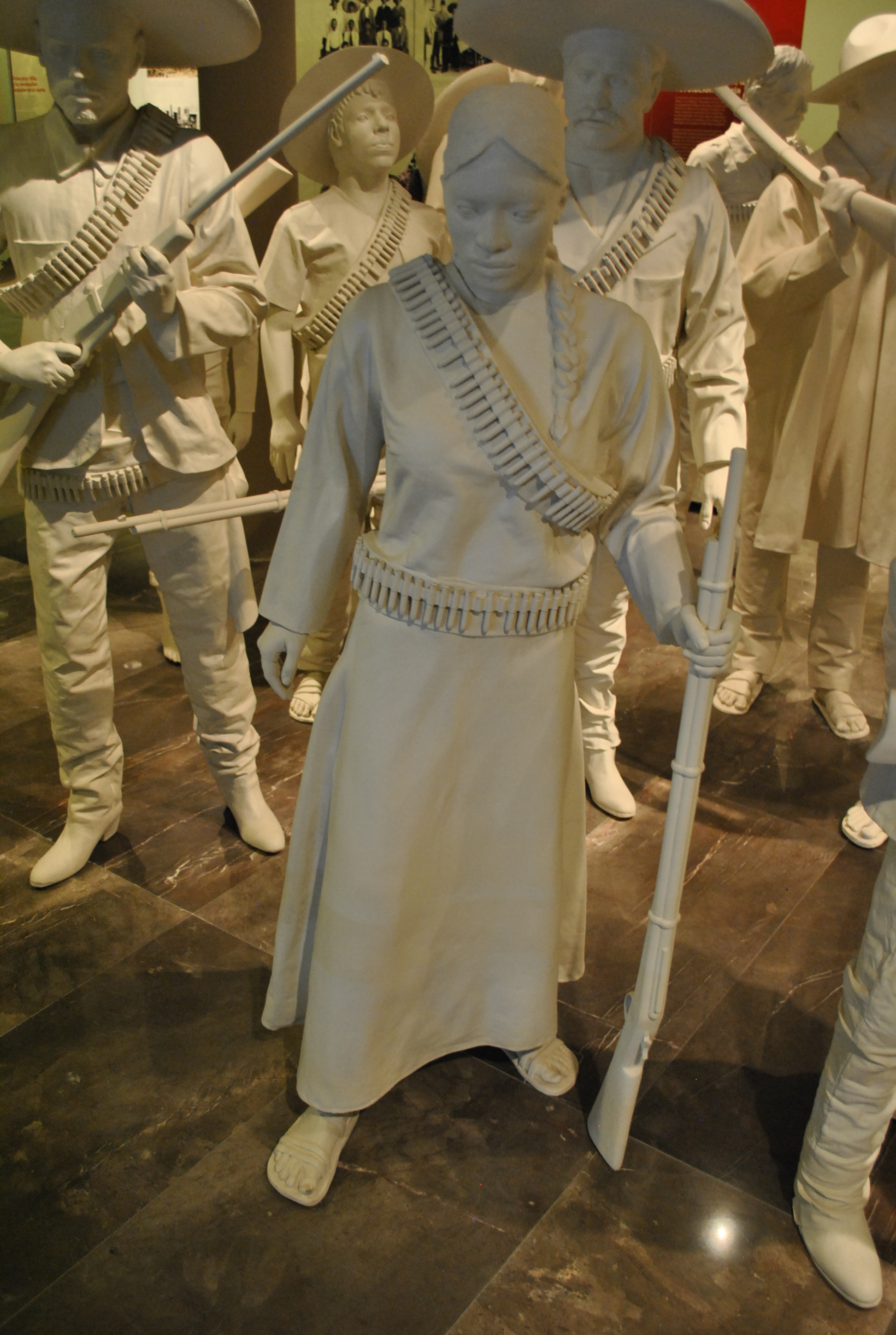
Статуя Аделиты в музее Франсиско Вильи (историческом музее Мексиканской революции)

Сольдадеры (исп. Soldaderas), также известные как аделиты (исп. Adelitas) — женщины, сопровождавшие мексиканских солдат в походах, занимавшиеся приготовлением пищи, стиркой, уходом за ранеными и погребением мёртвых.
Подобная практика появилась ещё во времена конкистадоров. Каждая сольдадера обычно была «прикреплена» к одному солдату и зачастую находилась с ним в интимных отношениях. Широкое распространение сольдадеры получили в период Мексиканской революции. Некоторые сольдадеры непосредственно участвовали в боевых действиях и могли занять руководящую должность. Например, Маргарита Нери командовала отрядами индейцев на юге Мексики. Полковник Петра Эррера, вначале скрывавшая свой пол, сыграла важную роль в битве при Торреоне в 1914 году, но Панчо Вилья боялся произвести женщину в генералы, и она сформировала собственный женский отряд.
Сольдадерам посвящена одна из популярных песен-корридо — «Аделита» (в связи с этим «солдатские жёны» были известны и как «аделиты»). Образ сольдадер присутствует в работах многих муралистов, он также отражён в романе Мариано Асуэлы «Те, кто внизу». Тема сольдадер фигурирует в большом количестве кинолент, в том числе в фильме Сергея Эйзенштейна «Да здравствует Мексика!».
После окончания революции и создания квартирмейстерской службы сольдадеры исчезли.